# Centre Català (1976-1978)
Centre Català fue un partido político español de ámbito catalán nacido durante la Transición, en 1976.
Creado en Barcelona por iniciativa de jóvenes empresarios y profesionales vinculados al Círculo de Economía de Barcelona y la Jove Cambra (la cámara de jóvenes empresarios). El presidente fue Joan Mas, el secretario general Joaquim Molins, y se vincularon al partido otros empresarios como Carlos Ferrer Salat, Carles Güell de Sentmenat, Jordi Planasdemunt, Lluís Figa y Vicenç Oller. A pesar de que no estaban vinculados al franquismo, tampoco lo estaban a la oposición democrática.
Su programa se definía como catalanista, federalista, europeísta y defensor de la economía de mercado. Influido por Valéry Giscard d'Estaing y próximo a las tesis del Consejo de Fuerzas Políticas de Cataluña, pretendía ocupar el espacio de centro-derecha democrático y avanzado. Se presentó a las elecciones generales de 1977 formando la coalición Unió del Centre i la Democràcia Cristiana de Catalunya con Unió Democràtica de Catalunya, obteniendo un escaño (de los dos que obtuvo la coalición) para Güell de Sentmentat, el cual se integró en el Grupo Mixto durante toda la legislatura. En 1978 Centre Catalá fue uno de los partidos que se integró en la Uniò de Centre Català (UCC).